# Jeunesse sportive de Libreville
 (juillet 2017).
Si vous disposez d'ouvrages ou d'articles de référence ou si vous connaissez des sites web de qualité traitant du thème abordé ici, merci de compléter l'article en donnant les références utiles à sa vérifiabilité et en les liant à la section « Notes et références ».
Maillots
Dernière mise à jour : 10 février 2012.
La Jeunesse sportive de Libreville est un club gabonais de football basé à Libreville.
Le club évolue en première division entre 2002 et 2006.